# Ianthopappus corymbosus
Ianthopappus corymbosus (Less.) Roque & D.J.N.Hind, 2001 è una specie di piante angiosperme dicotiledoni della famiglia delle Asteraceae. È l'unica specie del genere Ianthopappus Roque & D.J.N.Hind, 2001.

## Descrizione
Habitus. Questa specie ha un habitus perenne subarbustivo.
Foglie. Le foglie lungo il caule sono disposte in modo alternato. Possono essere sessili o picciolate. Le foglie sono semplici o con margini denticolati. La forma della lamina è varia: da ellittica a orbicolare. La superficie si presenta scolorita e con venature attinodrome (tre o più vene primarie ravvicinate alla base della foglie e poi divergenti). La consistenza è coriacea.
Infiorescenza. Le infiorescenze sono composte da pochi capolini in lasse formazioni pseudo-corimbose. I capolini di tipo radiato ed eterogami sono formati da un involucro a forma da oblunga a campanulata, o spiralato composto da brattee (o squame) all'interno delle quali un ricettacolo fa da base ai fiori di due tipi: del raggio (marginali e esterni) e del disco (centrali). Le brattee, persistenti e simili a foglie, disposte su poche serie in modo embricato e scalate in altezza, sono densamente sericee con apici lungamente acuti. Il ricettacolo, convesso e glabro, è privo di pagliette a protezione della base dei fiori (ricettacolo nudo).
Fiori. I fiori sono tetraciclici (a cinque verticilli: calice – corolla – androceo – gineceo) e in genere pentameri (ogni verticillo ha 5 elementi). I fiori, da 4 a 50, possono essere isomorfi (tutti uguali) o dimorfi (con forme diverse, bilabiato quelli marginali e tubolari quelli del disco). I fiori in generale sono ermafroditi e fertili, in particolare quelli marginali sono femminili, mentre i centrali sono bisessuali e fertili.
- Formula fiorale:

*/x K {\displaystyle \infty }, [C (5), A (5)], G 2 (infero), achenio
- Calice: i sepali del calice sono ridotti ad una coroncina di squame.
- Corolla: il colore delle corolle è bianco, rosa, porpora (raramente sono gialle). Fiori del disco: la corolla, glabra, è tubolare (actinomorfa) terminante con 5 profondi lobi revoluti. Fiori del raggio: la corolla è bilabiata (zigomorfa) con un labbro esterno allungato e patente di colore bianco (colorato di porpora di sotto) terminante con tre corti denti; quello interno ha due lunghi lobi arrotolati.
- Androceo: l'androceo è formato da 5 stami con filamenti liberi e antere saldate in un manicotto circondante lo stilo.[11] Le antere in genere hanno una forma sagittata con appendici apicali acute. Le teche sono calcarate (provviste di speroni) e provviste di code lunghe e pelose. Talvolta le code sono connate tra di loro. Il polline normalmente è tricolporato a forma sferica (può essere microechinato).
- Gineceo: il gineceo ha un ovario uniloculare infero formato da due carpelli.[11]. Lo stilo è unico e con due stigmi e un nodo basale glabro. Gli stigmi sono corti con terminazioni arrotondate (ispessite) e ottuse. L'ovulo è unico e anatropo.

Frutti. I frutti sono degli acheni con pappo. La forma degli acheni è cilindrica (raramente è compressa) con superficie pubescente percorsa da 10 coste appena visibili. Il carpoforo (o carpopodium) è uno stretto anello o corto cilindro appena visibile oppure è assente. L'endosperma è cellulare. Il pappo è formato da diverse setole (circa 130) disposte su 3 serie, tutte sono piumose all'apice, alcune sono più corte; le setole sono colorate di viola. Il pappo è direttamente inserito nel pericarpo o è connato in un anello parenchimatico posto sulla parte apicale dell'achenio.

## Biologia
- Impollinazione: l'impollinazione avviene tramite insetti (impollinazione entomogama tramite farfalle diurne e notturne).
- Riproduzione: la fecondazione avviene fondamentalmente tramite l'impollinazione dei fiori (vedi sopra).
- Dispersione: i semi (gli acheni) cadendo a terra sono successivamente dispersi soprattutto da insetti tipo formiche (disseminazione mirmecoria). In questo tipo di piante avviene anche un altro tipo di dispersione: zoocoria. Infatti gli uncini delle brattee dell'involucro si agganciano ai peli degli animali di passaggio disperdendo così anche su lunghe distanze i semi della pianta.

## Distribuzione e habitat
La specie di questa voce è distribuita in Argentina, Brasile e Uruguay.

## Tassonomia
La famiglia di appartenenza di questa voce (Asteraceae o Compositae, nomen conservandum) probabilmente originaria del Sud America, è la più numerosa del mondo vegetale, comprende oltre 23.000 specie distribuite su 1.535 generi, oppure 22.750 specie e 1.530 generi secondo altre fonti (una delle checklist più aggiornata elenca fino a 1.679 generi). La famiglia attualmente (2021) è divisa in 16 sottofamiglie.

### Filogenesi
Il genere di questa voce è descritto all'interno della sottofamiglia Stifftioideae. La sottofamiglia Stifftioideae, nell'ambito della famiglia, occupa una posizione "basale" subito dopo la sottofamiglia Barnadesioideae e della recente sottofamiglia Famatinanthoideae. Questa sottofamiglia è probabilmente un "gruppo fratello" della sottofamiglia Mutisioideae. La sottofamiglia è formata da due tribù: Hyalideae e Stifftieae.
Il genere Ianthopappus descritto da questa voce appartiene alla tribù Hyalideae; in particolare fa parte del "Hyalis clade". In precedenti trattamenti questo genere era descritto all'interno della sottotribù "Gochnatiinae" (tribù "Mutisieae). In altri studi il genere è associato alla sottotribù "Mutisiinae".